# Ophiocistioidea
Ophiocistioidea (лат.) — класс вымерших иглокожих. Их ископаемые остатки известны с силура по мел (433,4—66,00 млн лет назад).
Имели уплощенное куполообразное тело, заключенное в твердый панцирь из известковых пластинок, похожее на тело современного морского ежа. Рот находился на вершине купола и был окружен пятью челюстями. У животных, по-видимому, не было заднего прохода, но на верхней поверхности находилась мадрепоровая пластинка, окруженный, по-видимому, генитальными порами для выделения гамет.
Пять радиусов расходились наружу от рта по нижней поверхности, но не доходили до плоской верхней стороны. На каждом было по три необычно большие амбулакральные ножки на краю купола. В отличие от обычных мабулакральных ножек, они были покрыты небольшими костными чешуйками и поэтому остаются видимыми у окаменелостей.

## Классификация
Класс включает следующие семейства и роды:
- - Род †Branzoviella Prokop and Petr, 2002
- Семейство †Eucladidae Gregory, 1897
  - Род †Anguloserra Haude and Langenstrassen, 1976
  - Род †Eucladia Woodward, 1869
- Семейство †Linguaserridae Reich and Haude, 2004
  - Род †Linguaserra Langer, 1991
- Семейство †Rhenosquamidae Richter, 1930
  - Род †Gillocystis Jell, 1983
  - Род †Rhenosquama Richter, 1930
- Семейство †Rotasacciidae Haude and Langenstrassen, 1976
  - Род †Erisserra Boczarowski, 2001
  - Род †Longiserra Boczarowski, 2001
  - Род †Microantyx Kornicker and Imbrie, 1958
  - Род †Ornatoserra Boczarowski, 2001
  - Род †Pararotasaccus Kozur and Mostler, 1989
  - Род †Protocaudina Croneis and McCormack, 1932
  - Род †Rotasaccus Haude and Langenstrassen, 1976
- Семейство †Sollasinidae Fedotov, 1926
  - Род †Cardioserra Romanek, 1984
  - Род †Euthemon Sollas, 1899
  - Род †Klukovicella Prokop and Petr, 1987
  - Род †Sollasina Fedotov, 1926
- Семейство †Volchoviidae Hecker, 1938
  - Род †Volchovia Hecker, 1938